# Простий вузол

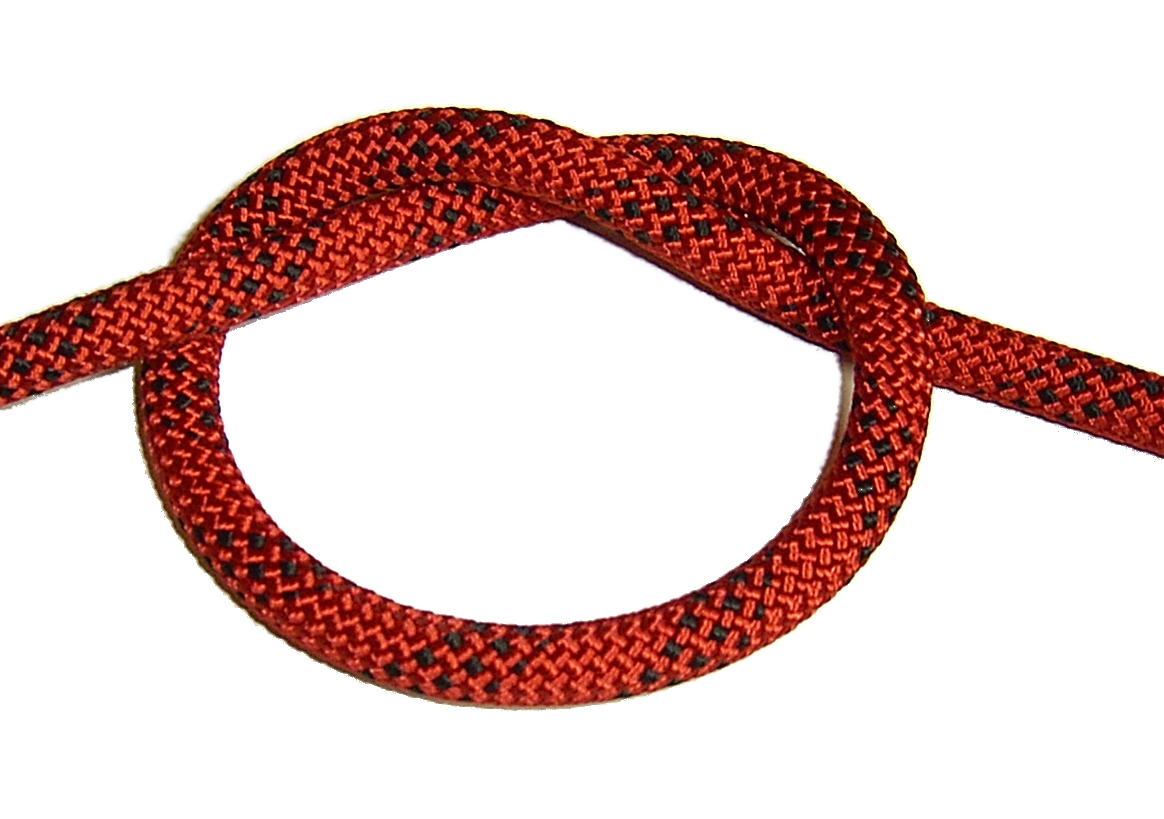
Простий вузол.

Простий вузол — мотузковий вузол для з'єднання (зв'язування) мотузок і тросів. Міцність 45 %.
Простий вузол має ряд недоліків. Він важко розв'язується і ненадійний без навантаження. Він зменшує міцність троса більш ніж вдвічі. Трос обірветься в місці вузла вже при навантаженні в 45 % розрахункової міцності. Проте він дуже поширений.
Простий вузол «відомий» навіть у тваринному світі. Міксини здатні зав'язуватися ним, щоб звільнятися від захоплення.